# Magical Mystery Tour (canción)
«Magical Mystery Tour» –en español: «Recorrido Mágico y Misterioso»– es la primera canción del doble EP Magical Mystery Tour de The Beatles, editado en 1967, y la canción principal de la película del mismo título Magical Mystery Tour.

## Composición
Está acreditada como compuesta por Lennon/McCartney, John Lennon dijo en una entrevista: "La Canción es nuestra. Quizás yo hice parte, pero el concepto era nuestro.
"
McCartney dijo que la introducción "Roll up! Roll up!" ("Enrolar!, Enrolar!") fue inspirada en un animador de circo y es también una referencia astuta a enrolar un cigarro de "cannabis". En ese juego de palabras, el estribillo se repite una y otra vez en la canción "Roll up, roll up for the mystery tour!", (enrólate, enrólate en el viaje misterioso!).
En términos generales, es una de las composiciones más simples y directas del repertorio de la banda. Paul llevó la idea principal al estudio y entre los demás Beatles terminaron la composición aportando ideas y palabras sueltas como: Flash!!, invitation, trip of a lifetime, palabras que su ayudante Mal Evans anotaba en un papel.
Las líneas siguientes explican a grandes rasgos la premisa del filme, un viaje misterioso en bus, de un tipo muy popular en el Reino Unido cuando The Beatles eran jóvenes. Lennon y McCartney expandieron el viaje para hacerlo mágico, lo que permitió que fuera "un poco más surrealista que uno verdadero".
Según la crítica general, no se considera una de las mejores canciones de la banda, pero es parte de uno de sus proyectos y propuestas fílmicas más atrevidas, aunque de cuestionable calidad.

## Grabación
Se grabó a comienzos del 25 de abril de 1967, menos de una semana después de las sesiones finales del Sgt. Pepper's Lonely Hearts Club Band.
La canción no estuvo completa cuando la sesión comenzó y gran parte de la tarde de ese día se fue en ensayos, pero al final el ritmo básico de la pista estuvo listo. The Beatles agregaron el bajo y el doblaje de voces el 26 y el 27 de abril.

Es la única canción de la banda en la que cada integrante interpreta una línea de la letra (por sí mismo) en alguna parte del tema.
El 3 de mayo, la fanfarria de instrumentos de metal y otras partes fueron agregadas en una sesión desorganizada donde los trompetistas comenzaron a interpretar de una forma improvisada, sin sus líneas.
De acuerdo a Philp Jones, un amigo de uno de los instrumentistas quien estuvo presente, uno de ellos tocó eventualmente por sí solo y escribió unas líneas musicales para ellos. Son las que se incorporaron al final del tema.

## Realización
La canción fue lanzada en un EP de seis canciones en el Reino Unido el 8 de diciembre de 1967. En Estados Unidos el EP fue editado en un LP que incluía cinco temas adicionales, previamente lanzados como sencillos en el transcurso de 1967. Entre ellos se encontraban y destacan sobre todos "Strawberry Fields Forever" y "Penny Lane" (dos sencillos cara A) que se habían descartado para el "Sgt. Pepper's Lonely Hearts Club Band". De igual forma se agregó la exitosa y brillante composición de Lennon, "All You Need Is Love".
Durante la era del CD, la versión de LP fue publicada en ambos países.

### Versión alternativa del filme
La versión que se escucha actualmente en la película difiere algo de la editada en el álbum. La introducción "Roll up, roll up" ha sido regrabada y también es ligeramente más larga. También durante la mitad del sencillo, se escucha un corto monólogo de John Lennon:
When a man buys a ticket for a Magical Mystery Tour

He knows what to expect.

We guarantee him the trip of a lifetime

And that's just what he gets.

The incredible Magical Mystery Tour!

Esta versión nunca ha sido oficialmente lanzada.

## Créditos
- John Lennon: voz principal y coros, guitarra acústica (Gibson J-160e).
- Paul McCartney: voz principal y coros, piano (Hamburg Steinway Baby Grand), bajo (Rickenbacker 4001s).
- George Harrison: guitarra eléctrica (Fender Stratocaster) y coros.
- Ringo Starr: batería (Ludwig Super Classic).
- Mal Evans: maracas y pandereta
- Neil Aspinall - cencerro y batería adicional
- David Mason: trompeta.
- Elgar Howarth: trompeta.
- Roy Copestake: trompeta.
- John Wilbraham: trompeta.

## Otras versiones
"Magical Mystery Tour" fue interpretada por Cheap Trick e incluida en su colección The Greatest Hits en 1991.
Otras versiones son por Type O Negative en concierto en su Dead Again tour, y fue un hit de Ambrosia en 1978.
El guitarrista sueco Yngwie Malmsteen la interpretó junto con el vocalista Jeff Scott Soto, el bajista Jeff Pilson, el baterista Frankie Banali y el guitarrista Bob Kulick. Esta nueva versión de casi 4:30 minutos, más de dos minutos más larga que la original, presenta solos de guitarra neo-clásica que no están en la de The Beatles. The Punkles hizo su versión punk del tema en su tercer álbum "Pistol".